# كوينتين ميرلين
كوينتين ميرلين (مواليد 16 مايو 2002) هو لاعب كرة قدم فرنسي يلعب في مركز المهاجم في نادي نانت.

## روابط خارجية
- كوينتين ميرلين على موقع الاتحاد الأوربي (الإنجليزية)
- كوينتين ميرلين على موقع قاعدة بيانات كرة القدم.إي يو (الإنجليزية)
- كوينتين ميرلين على موقع ليكيب (الفرنسية)
- كوينتين ميرلين على موقع Soccerbase.com (لاعب) (الإنجليزية)
- كوينتين ميرلين على موقع Soccerway.com (الإنجليزية)
- كوينتين ميرلين على موقع عالم كرة القدم.نت (الإنجليزية)
- كوينتين ميرلين على موقع AS.com (الإسبانية)